# Eckhard Grimmel
Eckhard Grimmel (* 25. Oktober 1941 in Bad Bevensen; † 7. Dezember 2023 in Hamburg) war ein deutscher Geograph und Professor für Geographie an der Universität Hamburg.

## Leben
Eckhard Grimmel studierte von 1960 bis 1968 in Hamburg Geographie, Geologie, Bodenkunde, Philosophie, Pädagogik und Anglistik. Danach war er von 1968 bis 1970 Lehrer an zwei Hamburger Gymnasien.
1971 wurde er an der Universität Hamburg über „Geomorphologische Untersuchungen in der nordöstlichen Lüneburger Heide“ promoviert. Von 1977 bis 2006 war er Professor für Geographie an der Universität Hamburg.
Ab 1979 war er Sachbeistand von Bürgern und Kommunen in Planungs- und Verwaltungsgerichtsverfahren gegen Kernkraftwerke, atomare Zwischen- und Endlager sowie Berater von Parlamenten und Ministerien in Sachen Endlagerung radioaktiver Abfälle. Grimmel beschäftigte sich dabei auch mit Fragen der Erdbebensicherheit der Kernenergienutzung.
Seine Forschungsgebiete umfassten:
- Allgemeine Geosystematik
- Geographische Grundlagen eines natur- und sozialverträglichen Grundflächen-, Rohstoff- und Geldrechts
- Geographische Grundlagen der Standortbewertung von Industriebetrieben mit hohen Katastrophenpotentialen
- Geographische Grundlagen der Entsorgung von radioaktiven und anderen Abfallstoffen
- Geomorphologie des mitteleuropäischen Tieflandes

Eckhard Grimmel war Anhänger der Freiwirtschaftslehre Silvio Gesells und Mitinitiator des Deutschen Freiwirtschaftsbundes.

## Ehrungen
- Auszeichnung des Zivilcourage-Fonds der Stiftung „Holy Human Leben“ für unbeugsame Gutachten (2001)

## Veröffentlichungen (Auswahl)
- Stellungnahmen zur Sicherheit des geplanten Endlagers in Gorleben und zur Sicherheit von Kernkraftwerken und Wiederaufbereitungsanlagen. Anlässlich von Anhörungen des Ausschusses für Umwelt, Naturschutz und Reaktorsicherheit des Deutschen Bundestages.  Öko-Institut, Freiburg im Breisgau / Darmstadt 1989, ISBN 3-923290-70-5
- Kreisläufe der Erde. Eine Einführung in die Geographie. 3. Auflage. Lit-Verlag, Berlin / Münster 2006, ISBN 3-8258-8212-8